# Alunul turcesc din Cișmigiu
Alunul turcesc din Cișmigiu face parte din specia Corylus colurna. În România există două exemplare ocrotite din această specie.